# Дановская, Зоря Николаевна
Зо́ря Никола́евна Дано́вская (19 сентября 1930, Одесса — 2 октября 1957, Москва) — советская писательница и поэтесса.

## Биография
Зоря Дановская родилась 19 сентября 1930 года в Одессе. В 1954 году окончила иранское отделение филологического факультета МГУ, работала переводчиком.
После года редакторской работы в Таджикистане (здесь Зоря написала стихотворение «Девушка в кожаной куртке») по распределению весной 1957 года она отправилась по путёвке райкома комсомола работать заведующим колхозного клуба в селе Дмитриевском Истринского района Московской области. Часто потом говорила близким, что «не даром ест хлеб», получая до денежной реформы «424 рубля зарплаты плюс 200 рублей надбавки от правления колхоза».
В 1957 году Зоря написала пьесу «Вольные мастера», которая после смерти автора была опубликована и поставлена в Центральном детском театре в 1959 году режиссёром Анатолием Эфросом. Пьеса посвящена теме краха индивидуалистической психологии, отличается «смелостью понимания, достоверностью характеров и языка».
Сам Эфрос наткнулся на эту пьесу случайно, его жена Наталья Крымова по пути на дачу взяла с собой в журнале «Театр», и прочитал он её в тот же вечер залпом. Она удивила его «свежестью и искренностью, тонко намеченными характерами и драматизмом, трагическим восприятием жизни». Автором этой пьесы и была Зоря Дановская. Рядом с её именем приводился адрес, ей было отправлено письмо со словами «Зоря, приезжайте, пьеса понравилась, будем заключать договор». Однако ответ был неожиданным. Председатель колхоза корявым почерком написал на старом колхозном бланке: «Несколько дней назад Зоря Дановская возвращалась из города на случайном грузовике, сидела на борту, не удержалась, разбилась насмерть, уже похоронили».

О своём спектакле Эфрос отзывался следующим образом:
Целый год мы работали над этим спектаклем, предназначенным для молодёжи, «вступающей в жизнь», и за это время многому научились, многое поняли.
Когда к нам попала пьеса Зори Дановской «Вольные мастера», мы все очень обрадовались. Эта работа давала возможность и актёрам, и мне, режиссёру, снова проявить себя в жанре серьёзной психологической драмы.
В 1959 году пьеса «Любка-Любовь», написанная в 1956 году, была поставлена в Театре Советской армии.
При жизни писательницы были опубликованы лишь несколько стихов, например «Партбилет», «Репортаж мира» и прочие. Зоря Николаевна Дановская погибла в автокатастрофе под Москвой 2 октября 1957 года.

## Память
- В честь З. Н. Дановской была названа библиотека одного из сёл, находившихся рядом с селом Дмитриевским[4].

## Сочинения
- Вольные мастера, М., 1959; Земля Королевы Мод, «Сов. женщина», 1959, № 3.